# Бастион Дорошенко
Бастио́н Дороше́нко (укр. Бастіон Дорошенка) — фортификационное сооружение, построенное в XVII веке и являвшееся одним из основных бастионов Чигиринского замка.

## История

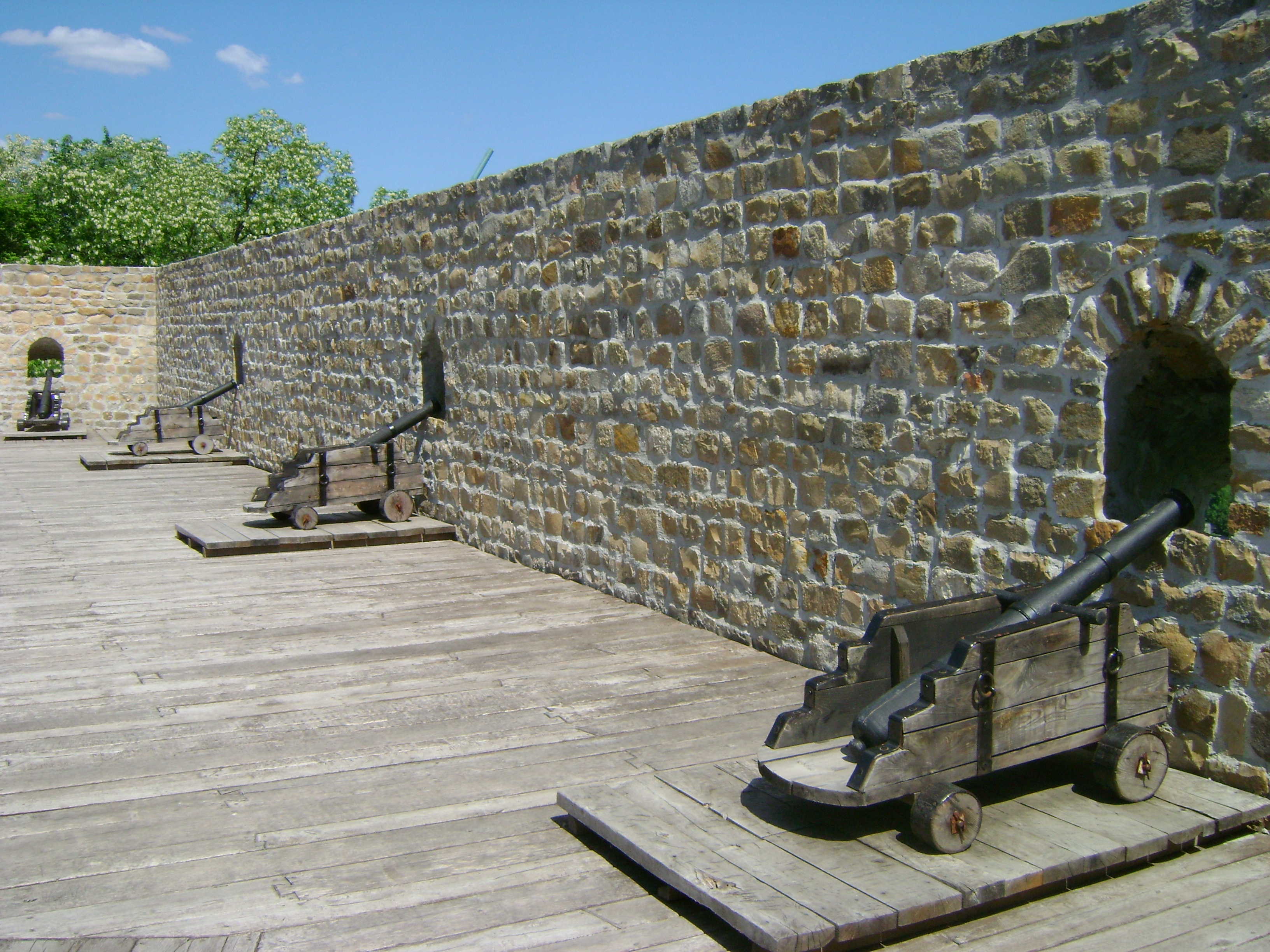
Пушки в бастионе

Бастион Дорошенко был частью крепостных укреплений на Богдановой горе. Он стал главным укреплённым пунктом во время осады Чигирина в 1677—1678 годах. Его строили по староитальянской фортификационной системе, благодаря чему он долго был неприступен: 15 тысяч казаков успешно противостояли в бастионе 220-тысячной турецкой армии. Руководил обороной Чигирина офицер русской армии, шотландец Патрик Гордон.
Руины бастиона Дорошенко были найдены в 1989—1990 годах во время раскопок, организованных Институтом археологии НАН Украины. В 2000-х годах памятник был воссоздан в первоначальном виде.